# Miodera
Miodera is een geslacht van vlinders van de familie uilen (Noctuidae), uit de onderfamilie Hadeninae.

## Soorten
- M. eureka Barnes & Benjamin, 1926
- M. stigmata Smith, 1908